# James Hargrave Schofield
Pour les articles homonymes, voir James Schofield et Schofield.
James Hargrave Alcock Schofield  (19 février 1866-9 décembre 1938) est un homme politique canadien de la Colombie-Britannique. Il est député provincial de la conservateur de la circonscription britanno-colombienne de Ymir de 1907 à 1916, de Trail de 1916 à 1924 et de Rossland-Trail de 1924 à 1933.

## Biographie
Né à Brockville au Canada-Ouest, Schofield est le petit-fils de la courtisane Letitia MacTavish Hargrave (en). Il étudie à Port Hope. S'établissant en Colombie-Britannique, il exerce la fonction de maire de Trail de 1902 à 1907.
Schofield meurt à Trail en décembre 1938 à l'âge de 72 ans.